# Ton nom

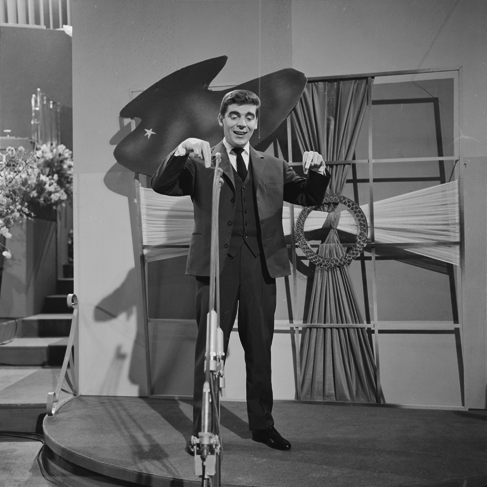
Fud Leclerc, intérprete de la canción en el Festival de la Canción de Eurovisión 1962, en 1958.

«Ton nom» —[tɔ̃ nɔ̃]; en español: «Tu nombre»— es una canción compuesta por Eric Channe e interpretada en francés por Fud Leclerc. Se lanzó como sencillo en 1962 mediante His Master's Voice, esta vez interpretada por Channe. Fue elegida para representar a Bélgica en el Festival de la Canción de Eurovisión de 1962 tras ganar la final nacional belga, Eurosong, en 1962.

## Festival de Eurovisión

### Eurosong
Esta canción participó en la final nacional para elegir al representante belga del Festival de la Canción de Eurovisión de 1962, celebrada el 19 de febrero de ese año. Un jurado de diez miembros se encargó de la votación. Finalmente, la canción «Ton nom» se declaró ganadora.

### Festival de la Canción de Eurovisión 1962
Esta canción fue la representación belga en el Festival de Eurovisión 1962. La orquesta fue dirigida por Henri Segers.
La canción fue interpretada 2ª en la noche del 18 de marzo de 1962 por Fud Leclerc, precedida por Finlandia con Marion Rung interpretando «Tipi-tii» y seguida por España con Víctor Balaguer interpretando «Llámame». Al final de las votaciones, la canción no había recibido ningún punto, siendo uno de los cuatro países que no estrenaron el marcador ese año, y quedando en 13.er puesto de 16.
Esta canción tiene la distinción de ser la primera canción en no recibir ningún punto (aunque los resultados de 1956 nunca se han revelado). Hubo otras tres canciones más en el festival que no recibieron ningún punto: «Llámame», de España; «Nur in der Wiener Luft», de Austria; y «Katinka», de De Spelbrekers. Sin embargo, esta fue la primera de ellas en ser interpretada. Tres de las canciones fueron interpretadas consecutivamente (Bélgica, España y Austria).
Fue sucedida como representación belga en el Festival de 1963 por Jacques Raymond con «Waarom?».

## Letra
La canción es una balada, en la que el intérprete habla de que él y su amante no necesitan «romances complicados».